# Meister der Stuttgarter Augustusvision
Als Meister der Stuttgarter Augustusvision wird ein wahrscheinlich zum Ende des 14. Jahrhunderts in Venedig und Ferrara tätiger Maler bezeichnet. Dieser Notname bezieht sich auf sein Bild der Augustusvision. Es stellt die seit dem frühen Mittelalter populäre Legende dar, nach der die Tiburtinische Sibylle dem Kaiser Augustus seine Traumvision deutete. Das Bild befindet sich im Besitz der Staatsgalerie von Stuttgart und gilt als ein besonderes  Beispiel früh-italienischer Tafelmalerei.